# يارون مزوز
يارون مزوز (بالعبرية: ירון מזוז، من مواليد 11 يوليو 1962) سياسي إسرائيلي يشغل حاليا منصب عضو في الكنيست عن حزب الليكود ومنصب نائب وزير في مكتب رئيس الوزراء.